# بویلستون غربی (ماساچوست)
بویلستون غربی، ماساچوست
بویلستون غربی (به انگلیسی: West Boylston) شهرکی در شهرستان ورچستر ایالت ماساچوست می‌باشد که در سال ۱۸۰۸ بنیان‌گذاری شده‌است. این شهرک در سرشماری سال ۲۰۱۰ میلادی، ۷٬۶۶۹ نفر جمعیت داشته‌است.

## نگارخانه

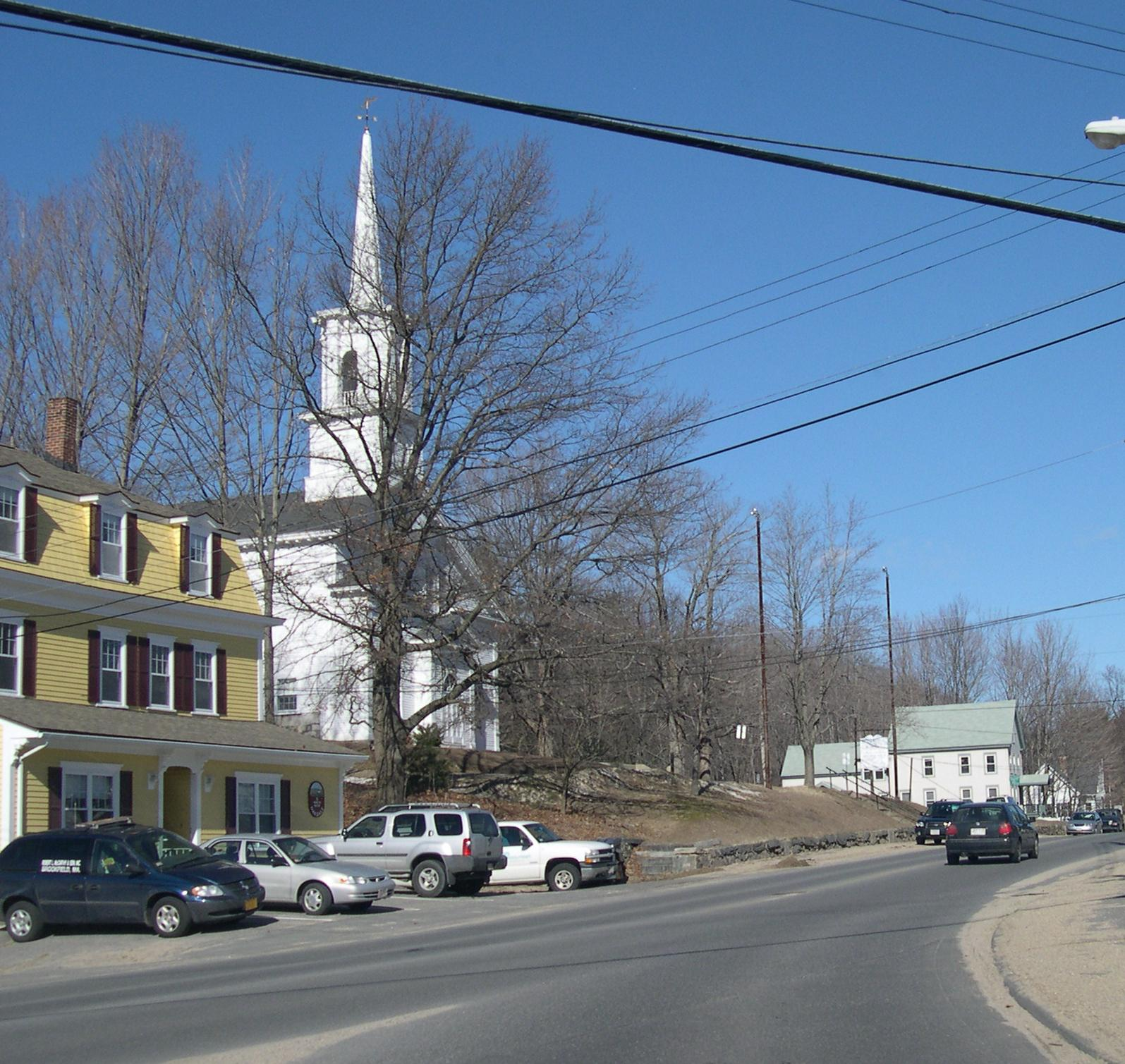
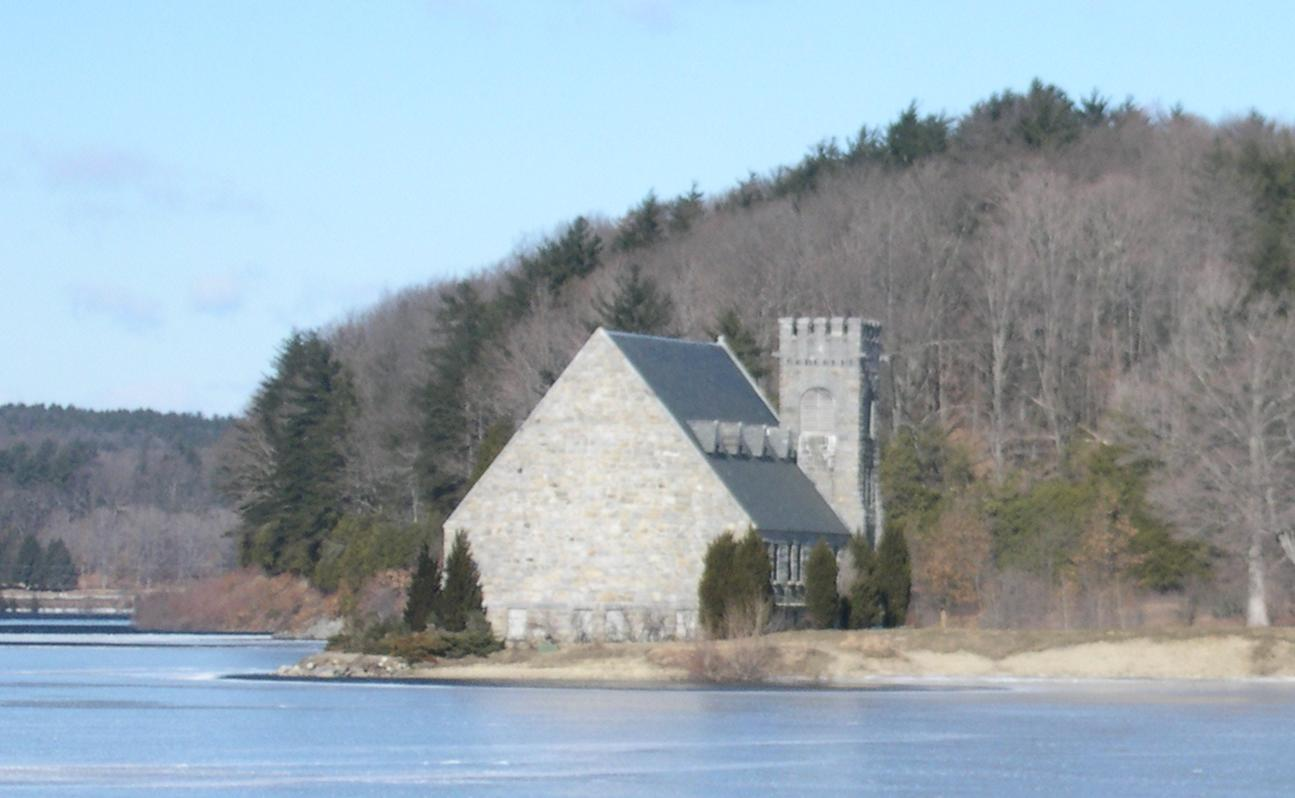
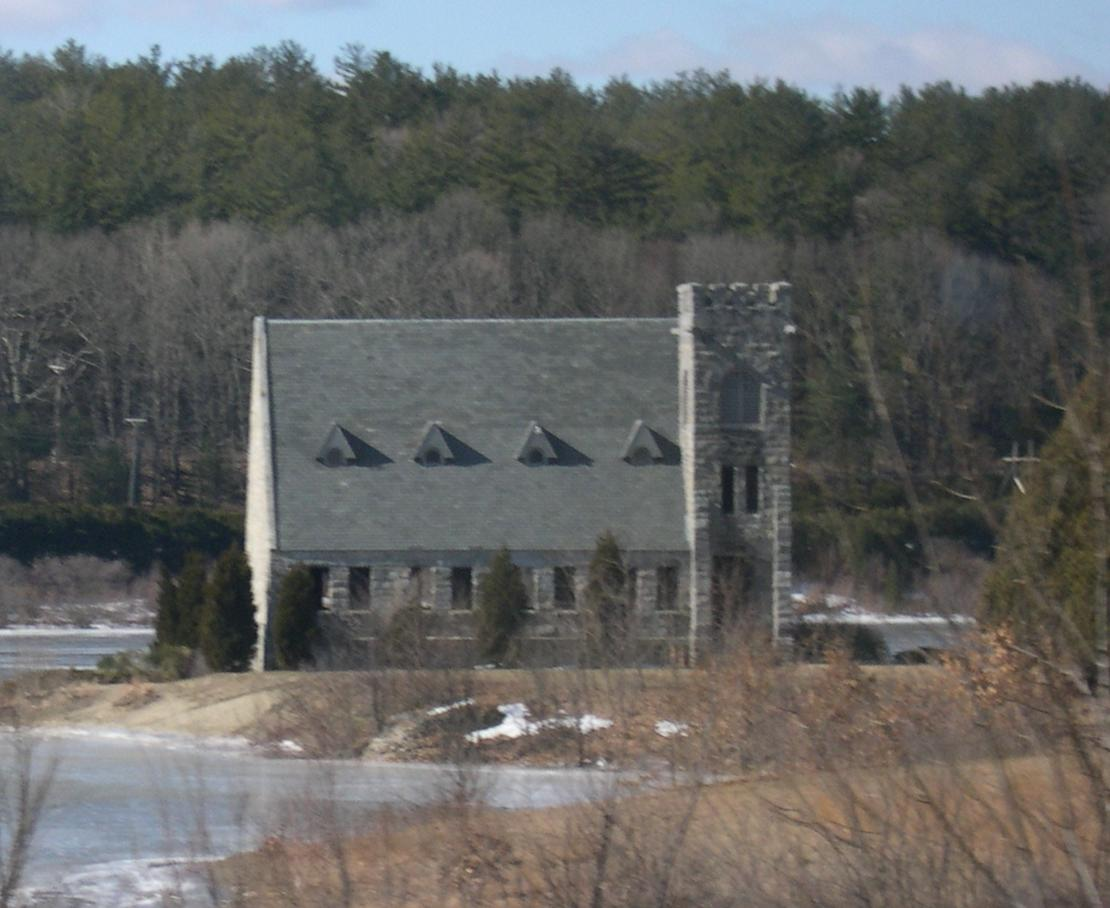
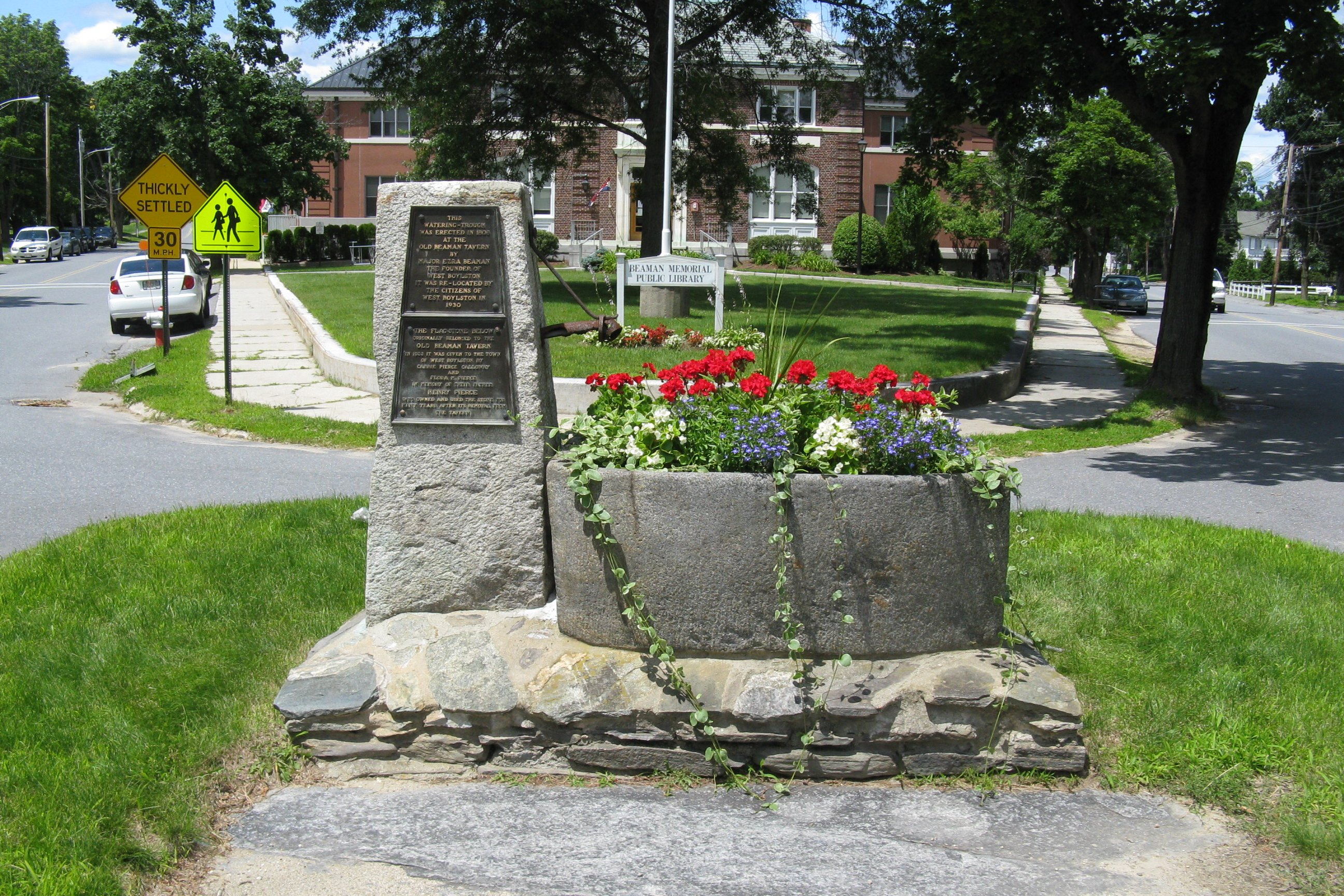